# Pycnonotus pseudosimplex
Pycnonotus pseudosimplex  (лат.) — вид птиц из семейства бюльбюлевых. Открыт и описан в 2019 году.

## Распространение
Обитают на Борнео, в основном в девственных лесах на больших высотах.

## Описание
Оперение идентично с P. simplex. Вокальные различия между P. simplex и P. pseudosimplex неизвестны, но предполагаются.

## История изучения
Вид ранее считался белоглазой морфой красноглазой популяции Pycnonotus simplex с Борнео и был обнаружен благодаря анализу ДНК. Не исключено, что в процессе дальнейшего изучения красноглазая часть популяции P. simplex с Борнео также окажется отдельным подвидом или даже видом.